# Derivación (lingüística)
La derivación es uno de los procedimientos de formación de palabras, y permite a las lenguas designar conceptos relacionados semánticamente con otros (que en cierto sentido son considerados como primitivos), típicamente añadiendo afijos (p. ej., cuchillada de cuchillo).
En ciertas familias de lenguas, muy notablemente las semíticas, como el árabe, además de por medio de afijos, se pueden formar derivados por medio de patrones que modifican también las vocales internas a la raíz, por ello se habla en estas lenguas de raíces formadas por consonantes (habitualmente tres), mientras que las vocales no se consideran parte de la raíz.
La derivación permite que el léxico designe numerosos sentidos a partir de un número mucho más reducido de raíces o lexemas. En muchas lenguas, la derivación es la principal fuente de nuevas palabras, aunque también hay lenguas sin derivación, principalmente lenguas aislantes, que tienden a usar más la composición.
La derivación contrasta con la flexión: ambas usan morfemas añadidos a la raíz para expresar diferencias, pero la flexión no comporta cambio de referentes sino que las marcas añadidas tienen un fin estrictamente gramatical. La derivación es transparente para la sintaxis, la flexión no. Además la derivación con frecuencia comporta cambio de categoría gramatical (por ej. el verbo materializar deriva del adjetivo material, el cual a su vez deriva del sustantivo materia), mientras que en la flexión siempre se mantiene la categoría gramatical (por ej. las formas flexivas canto, cantaban, cantando son siempre verbales; las formas enfermero, enfermeras son siempre sustantivos).
Por otro lado la derivación se parece en cuanto a los cambios de significado a la composición, con la diferencia de que mientras la derivación usa afijos sin significado propio (como -izar añadido a material para formar materializar), en la composición se juntan morfemas que aislados ya tienen significado (como tela y araña en telaraña).

## Morfemas derivativos
En las lenguas flexivas es común distinguir dos tipos de afijos: los llamados afijos derivativos y los llamados afijos flexivos. Los morfemas derivativos implican un significado más específico que el campo semántico dado por la raíz, así del campo semántico de objetos y actividades relacionados con papel se obtienen las palabras derivadas: papelero, papelería, papelajo, etc.
Por otra parte los morfemas flexivos no especifican relaciones semánticas, sino que indican categorías morfológicas. Así para el número gramatical la mayoría de lenguas distinguen dos valores singular/plural, muchas lenguas distinguen en el género gramatical al menos el valor masculino/femenino u animado/inanimado, y en cuanto al caso en las lenguas nominativo-acusativas con marcas de caso explícitas se tienen los valores nominativo/acusativo, etc).
En casi todas las lenguas flexivas que poseen derivación se aprecia que los morfemas derivativos tienden a estar más cerca de la raíz que los morfemas flexivos. Así por ejemplo en enfermeras el afijo flexivo -as va al final, mientras que el afijo derivativo -er(o) está más próximo a la raíz enferm(o). Además los morfemas flexivos suelen ser más sistemáticos, mientras que los morfemas derivativos pueden llegar a ser bastante idiosincrásicos.

## Palabras derivadas
El conjunto de términos del léxico formados a partir de un mismo lexema mediante afijos derivativos forman un campo semántico, llamado campo semántico de palabras derivadas de la raíz o lexema.
A veces dentro de un campo semántico de palabras derivadas se dice que una palabra es una palabra derivada de otra si la segunda se puede formar a partir de afijos derivativos (y tal vez suprimiendo algún afijo flexivo). Por ejemplo:
cant-a-r > cant-a (supresión de afijo flexivo) > cant-a-nte (adición de sufijo derivativo)
Sin embargo, a veces de una familia de palabras derivadas de una misma raíz es difícil señalar a una de ellas como primitiva, ya que existen varias palabras simples sin afijo derivativo claro, por ejemplo cantar y canto.